# Uladzislau Smiahlikau
Uladzislau Smiahlikau parfois russifié en Vladislav Smiaglikov – en biélorusse : Ўладзіслаў Смяглікаў, et en russe : Владислав Викторович Смягликов – est un boxeur biélorusse né le 20 août 1993.

## Carrière
Sa carrière amateur est principalement marquée par une médaille de bronze remportée aux Jeux européens de 2019 dans la catégorie poids lourds.

## Palmarès

### Jeux européens
- Médaille de bronze en -91 kg en 2019 à Minsk, Biélorussie